# Xanthophytum capitellatum
Xanthophytum capitellatum är en måreväxtart som beskrevs av Henry Nicholas Ridley. Xanthophytum capitellatum ingår i släktet Xanthophytum och familjen måreväxter. Inga underarter finns listade i Catalogue of Life.